# 为爱结婚
《为爱结婚》是成浩执导的电视剧，2007年上映，共25集，该作主要讲述一对儿恋人在困难中仍旧相爱的故事。

## 剧情简介
有一对儿恋人陆弥与胡子冲在准备结婚的时候遇到了很多的问题，比如说双方家庭急需用钱等事情，不过他们还是靠着彼此的努力走到了一起。

## 演员表
- 李亚鹏 饰 胡子冲
- 李小冉 饰 陆弥
- 张嘉译 饰 祝延风
- 潘雨辰 饰 孙霁柔
- 廖凡 饰 白拒
- 雷恪生 饰 祝天福
- 徐秀林 饰 陆母
- 丁海峰 饰 陆征
- 郑卫莉 饰 熊静文
- 关晓彤 饰 陆蓓蓓

## 职员表
- 出品人：张颖、朱彤、龙秋云
- 制作人：孟凡耀
- 监制：汪国辉、魏文彬、张合运、梁志祥、崔彬
- 原著：《为爱结婚》
- 导演：成浩
- 副导演（助理）：尹贵勇
- 编剧：张欣
- 摄影：乐祖望
- 剪辑：李迎霜
- 美术设计：王亚夫
- 灯光：骆夏平
- 录音：张敏
- 剧务：戴勇、张晶波
- 场记：黄敬斌[5]

## 其他
- 最初选择主演的时候，剧务组认为李亚鹏年龄有些大了，但是当看到他的状态后，还是决定让他出演主角。

## 相關連結
- 豆瓣电影上《为爱结婚》的資料 （简体中文）
- 央视网链接 （页面存档备份，存于）